# Авраам, Рухама
Рухама Авраам (ивр. רוחמה אברהם‎; также Рухама Авраам-Балила — ивр. רוחמה אברהם בלילא‎; род. 29 января 1964 года, Ришон ле-Цион, Израиль) — израильский политик, депутат кнессета (16, 17, 18 созывы). Заместитель министра внутренних дел (30), министр без портфеля и министр туризма Израиля (31).

## Биография
Рухама Авраам родилась 29 января 1964 года в Ришон-ле-Ционе, Израиль. Проходила службу в Армии обороны Израиля, уволилась в запас по окончании военной службы в звании ефрейтора. После службы поступила в университет Бар-Илан, получила степень бакалавра в области политических наук.
В 2003 году была избрана в кнессет 16-го созыва от партии «Ликуд», вошла в состав финансовой комиссии, комиссии по экономике и комиссии по поддержке статуса женщины. Стала председателем подкомиссии для проверки кризиса мелкого предпринимательства. Кроме того, с 30 марта 2005 года до 16 апреля 2006 года Авраам занимала пост заместителя министра внутренних дел в (30-м правительстве Израиля).
В 2006 году была переизбрана в кнессет 17-го созыва, теперь уже от новой партии Ариэля Шарона — «Кадима». Работала в комиссии по обращениям граждан, комиссии по поддержке статуса женщины и комиссии по правам ребенка. Была председателем комиссии кнессета. Вошла в ряд лобби, таких как общественное лобби, лобби в интересах друзов и черкесов и лобби продвижения контактов с христианскими общинами в мире.
Также Рухама Авраам вошла в состав тридцать первого правительства, сначала как министр без портфеля (4 июля 2007 — 14 июля 2008), а затем как министр туризма (14 июля 2008 — 31 марта 2009 года), сменив на этом посту Ицхака Аароновича.
Перед выборами в кнессет 18-го созыва заняла восьмое место в партийном списке «Кадимы», так как партия получила 28 мандатов прошла в кнессет. Вошла в комиссию кнессета, финансовую комиссию, и комиссию по иностранным делам и безопасности. Возглавила лобби по развитию Эйлата, лобби в поддержку гарантированного питания в Израиле и лобби в защиту мелкого и среднего бизнеса.
Рухама Авраам замужем, имеет двоих детей, живёт в Ришон ле-Ционе. Помимо иврита, владеет языком сефардских евреев (ладино) и английским языком.